# Annibale Stabile
Annibale Stabile (1535 circa – Cracovia, aprile 1595) è stato un compositore italiano del Rinascimento. Fu membro della scuola romana di musica e probabilmente allievo del Palestrina..

## Biografia
Non esistono molte fonti sui primi anni della sua vita, ma è probabile sia nato a Napoli e sembra probabile sia stato un cantore della cappella musicale della Basilica di San Giovanni in Laterano fra il 1544 ed il 1545.  Un "Annibale contralto" risulta negli archivi della stessa basilica tra il 1555 ed il 1556; poiché sembra strano che un ventenne potesse avere la voce di  contralto, potrebbe trattarsi di un'altra persona o in alternativa potrebbe pensarsi che  Annibale fosse nato intorno alla metà degli anni 1540. Lo stesso Stabile scrisse di aver studiato con Palestrina, che era maestro di cappella della Cappella musicale Pia Lateranense a San Giovanni in Laterano negli anni 1555 e 1556.
Stabile divenne maestro di cappella a San Giovanni in Laterano nel 1575 e mantenne l'incarico fino al 1578, quando ottenne lo stesso posto presso il Collegium Germanicum. Poiché anche Giovanni Andrea Dragoni da Forlì fu maestro di cappella a San Giovanni in Laterano dal 1576, entrambi dovettero condividere l'incarico per due anni. Nel 1582 Stabile venne ordinato sacerdote e nel 1590 cambiò posto ancora una volta divenendo maestro di cappella alla Basilica di Santa Maria Maggiore, dove rimase dal 1591 al 1594. Si recò poi in Polonia agli inizi del 1595, dove fu al servizio di re Sigismondo III Vasa che spesso ospitava musicisti italiani, ma Stabile morì dopo essere rimasto a Cracovia per soli due mesi. La causa della sua morte non è nota, ma il viaggio in Polonia non era senza rischi; anche il noto madrigalista Luca Marenzio morì dopo un viaggio in Polonia (1599), che egli disse rovinò la sua salute.

## Musica
Stabile compose messe, mottetti, litanie, inni ed altri pezzi di musica sacra, raccolti in nove diverse pubblicazioni. Due delle sue collezioni di messe vennero pubblicate per la prima volta a Varsavia nel 1979, col titolo di Msze królewskie (Messe reali), scritte quando era al servizio di Sigismondo III. Una delle sue messe — la Missa cantantibus organis — venne scritta nell'inusuale stile a 12 voci indipendenti, e scaturì dalla collaborazione con il Palestrina ed altri compositori. Solo il Kyrie, Credo e Crucifixus sono pervenuti ai nostri giorni.
Lo stile di Stabile fu simile a quello del Palestrina, specialmente nella musica vocale; anche se normalmente scrisse musica meno contrappuntisticamente complessa di quella del suo maestro, occasionalmente compose canoni, specialmente nei suoi mottetti. La sua musica profana, principalmente madrigali, fu spesso caratterizzata da levità, stile inusuale fra i membri della scuola romana, la cui musica era nota per la sua riverenza, se non addirittura austerità.
Egli pubblicò tre libri di madrigali. Il secondo dei tre lo scrisse in collaborazione con Giovanni Maria Nanino (1581). Tutte e tre le collezioni vennero pubblicate a Venezia, luogo molto indicato per la pubblicazione di musica profana, ed il più attivo luogo di editoria musicale in Italia nel tardo XVI secolo.